# Station Remouchamps
Station Remouchamps is een voormalig spoorwegstation langs spoorlijn 42 in de deelgemeente Sougné-Remouchamps van de gemeente Aywaille.
Het stationsgebouw werd gebouwd in 1884 in de nabijheid van het kasteel Montjardin en werd in gebruik genomen bij de opening van de spoorlijn begin 1885.
Vanaf 1926 werd het goederenstation belangrijker door de aanleg van een derde spoor die voorzien was van een weegbrug. Het goederenstation werd vooral gebruikt voor houttransport en bediende een nabijgelegen steengroeve. In 1964 werd het goederenstation gesloten.
Op 2 juni 1965 werden de loketten in het stationsgebouw gesloten en werd het station een spoorweghalte. Het reizigersvervoer werd opgeheven in 1985 en het stationsgebouw werd gesloopt in 1986.

## Aantal instappende reizigers
De grafiek en tabel geven het gemiddeld aantal instappende reizigers weer op een week-, zater- en zondag.
| Tabel: aantal instappende reizigers station Remouchamps | Tabel: aantal instappende reizigers station Remouchamps | Tabel: aantal instappende reizigers station Remouchamps | Tabel: aantal instappende reizigers station Remouchamps |
|                                                         | Weekdag                                                 | Zaterdag                                                | Zondag                                                  |
| ------------------------------------------------------- | ------------------------------------------------------- | ------------------------------------------------------- | ------------------------------------------------------- |
| 1977                                                    | 43                                                      | 10                                                      | 17                                                      |
| 1978                                                    | 41                                                      | 9                                                       | 17                                                      |
| 1979                                                    | 27                                                      | 6                                                       | 19                                                      |
| 1980                                                    | 34                                                      | 13                                                      | 10                                                      |
| 1981                                                    | 30                                                      | 9                                                       | 10                                                      |
| 1982                                                    | 33                                                      | 32                                                      | 17                                                      |
| 1983                                                    | 32                                                      | 17                                                      | 13                                                      |

0,0: Rivage ·
0,9: Liotte ·
5,7: Martinrive ·
8,2: Aywaille ·
11,4: Remouchamps ·
13,4: Nonceveux ·
17,0: Quarreux ·
19,0: Lorcé-Chevron ·
21,4: Stoumont ·
27,4: La Gleize ·
30,4: Roanne-Coo ·
32,6: Coo ·
34,8: Trois-Ponts ·
40,7: Grand-Halleux ·
45,7: Rencheux ·
46,7: Vielsalm ·
48,3: Salmchâteau ·
51,4: Cierreux ·
54,2: Bovigny ·
58,1: Gouvy